# Auf dem schwarzen Berg
Auf dem schwarzen Berg (Originaltitel: On the black hill) ist ein 1982 im Verlag Jonathan Cape erschienener Roman des britischen Schriftstellers Bruce Chatwin. Eine deutsche Übersetzung erschien erstmals 1983 im Claassen-Verlag.

## Kurzbeschreibung
Auf dem schwarzen Berg zeichnet das walisische Landleben des 20. Jahrhunderts anhand eines eigenbrötlerischen Zwillingspaares und ihres sozialen Umfelds nach.

## Inhalt
Kapitel I
Das erste Kapitel führt auf den Bauernhof The Vision ein, der genau auf der Grenze zwischen dem englischen Herefordshire und dem walisischen Radnor liegt und von den greisen Jones-Brüdern bewohnt wird, eineiigen Zwillingen.
Kapitel II bis VII
Kapitel II bis VII erklären in einer Rückblende die Herkunft der Zwillinge: Nachdem die spätere Zwillings-Großmutter Hannah Jones ihren Sohn Amos in eine arrangierte Ehe drängte, die Ehefrau aber im Winter 1898/99 starb, wurde Amos ein eifriger Kirchgänger. Dadurch wurde Amos auf die Halbwaise Mary Latimer aufmerksam und begann mit ihr anzubandeln, nachdem ihr Vater verstarb. Amos „wollte eine Frau und einen Hof und Söhne, die den Hof erben sollten“, Mary „fürchtete sich davor, von ihren Verwandten abhängig zu sein oder in Stellung gehen zu müssen.“ Im August 1899 heiratet Amos dann Mary. In der gleichen Woche unterschreibt Amos den Pachtvertrag für das Gehöft The Vision, das zum Landgut der Familie Bickerton gehört. Die Rückblende endet mit der Geburt der Jones-Zwillinge am 8. August 1900.
Kapitel VII bis XV
Aufgrund des Todes von Hannah Jones zieht Amos‘ Vater Sam bald bei der jungen Familie ein. Um einen intellektuellen Gegenpol zu ihrem Mann zu haben, schließt Mary 1908 Freundschaft mit Reverend Thomas Tuke, der für die Einschulung der Zwillinge sorgt. Amos stört der Gedanke, dass seine Söhne durch Mary verweichlicht werden könnten, weswegen Amos dem Buchwissen misstraut, das er in seiner mit einer üppigen väterlichen Bibliothek aufgewachsenen Ehefrau verkörpert sieht. Die Kapitel XIII bis XV widmen sich dann unter anderem den Beziehungen zwischen den benachbarten Gehöften The Vision und The Rock des Watkins-Ehepaars: wie Amos Jones das Watkins-Ziehkind Jim the Rock als Arbeiter beschäftigt, und wie es im Herbst 1910 zu Grenzübertretungen des Watkins-Viehs kommt sowie zu Geflügel-Diebstählen, die später der Familie Watkins zugeschrieben werden.
Kapitel XVI bis XVII
Dieser Abschnitt springt zunächst in das Jahr 1913: Mary Jones schreibt „mit einer dicken Schwellung über ihrem linken Auge“ ihrer Schwester, „warum sie Amos Jones verlassen wollte.“ Dann erfolgt eine Rückblende auf den 2. Oktober 1911, als zwei Jones-Heuschober niederbrannten. Die Polizei „wollte nicht in einen Streit zwischen Nachbarn verwickelt werden“ und spricht von „Selbstentzündung“, während Amos an Brandstiftung durch The Rock glaubt und sich zu einem tyrannischen Familienpatriarchen entwickelt, der „wie durch einen Tunnel auf eine feindliche Außenwelt“ blickt, zu der alsbald auch die Zwillingssöhne gehören (Schläge) sowie seine Gattin Mary (Vergewaltigung in der Ehe). Zur Partei von Amos gehört allein Tochter Rebecca. Neutralisiert ist zu diesem Zeitpunkt Sam: Er ist seit Herbst 1910 krank an den Augen und am Geist. Im Sommer 1912 stirbt er dann. Währenddessen blüht „der Krieg mit The Rock zu einem Ritual von Angriff und Gegenangriff auf: Es war unter der Würde der kriegführenden Parteien, das Gesetz anzurufen. Auch gab es keine Strategien – hier ein gehäutetes Lamm, dort ein totes Kalb oder ein Gänserich, der an einem Ast baumelte, um daran zu erinnern, daß die Fehde weiterging.“ In einem eingereisten Kongregationalisten-Prediger meint Amos einen Verbündeten zu finden, weil der Prediger die überzogenen Sargpreise von Tom Watkins anprangert, woraufhin Amos von den Anglikanern zu den Kongregationalisten überläuft und die Jones-Zwillinge von der Schule nimmt. Mary flüchtet heimlich in Roman-Lektüre, wird von Amos erwischt: Er schlägt sie, was zu der „dicken Schwellung über ihrem linken Auge“ führt, mit der der Textabschnitt begann. Amos wird Zeuge, wie Mary dem Briefboten den Brief an ihre Schwester übergibt, und ebenso Zeuge, wie Mary eine Antwort erhält, deren Inhalt sie aber vor Amos geheim hält, da er sich seit seiner Gewalttat schuldbewusst gab.
Kapitel XVIII bis XXXII
Dieser Textabschnitt startet im Sommer 1914. Der pubertierende Lewis flirtet „mit den Mädchen, und weil er geschmeidig und anziehend war, kokettierten die Mädchen mit ihm. […] Benjamin liebte seine Mutter und seinen Bruder, und Mädchen mochte er nicht. […] Er wollte immer und ewig mit Lewis zusammenleben, dasselbe Essen essen, die gleichen Kleider tragen, ein Bett mit ihm teilen“. Mit dem Ausbruch des Ersten Weltkriegs zieht patriotische Stimmung ein und Jim the Rock in den Krieg. Eine vermeintliche Todesnachricht über Jim, die die gebildete Mary Jones richtigstellt, sorgt für die Aussöhnung zwischen The Vision und The Rock. Amos verhindert durch einen Trick die Einziehung seines Sohnes Lewis. Eine Freistellung von Benjamin scheitert dagegen, und Benjamin muss am 2. September 1918 zum Dienst antreten; rund zwei Monate später endet der Krieg. „Unterdessen lag Benjamin Jones im Lazarett der Strafbaracke von Hereford und rang nach Luft. Er hatte die spanische Grippe“, wird drei Monate später unehrenhaft entlassen. Vom Militär traumatisiert, muss Benjamin beobachten, wie Lewis sich unglücklich in Rosie Fifield verliebt, die bei einer nationalen Friedensfeier zusammen mit weiteren Gästen die Jones-Zwillinge als Kriegs-Drückeberger verhöhnt. Für die nun sozial geächteten Lewis-Bruder ist die Welt damit „auf wenige Quadratmeilen geschrumpft […]. Absichtlich, als würden sie die Unschuld ihrer frühen Kindheit zurückgewinnen, kehrten sie dem modernen Zeitalter den Rücken“, und der Welt außerhalb von The Vision ebenso. Ihre Schwester Rebecca bekommt von einem Bahnarbeiter ein Kind und wandert nach Amerika aus. Jim the Rock vertreibt seinen Ziehvater aus dessen Haus. Am zweiten Weihnachtstag 1924 stirbt Colonel Bickerton bei einem Jagdausflug, und im Zuge der Erbschafts-Regelung kauft Amos im Folgejahr The Vision, stirbt aber im Herbst 1926 an einem Hufschlag. Mary treibt „ihre Verehrung an den Rand des Exzentrischen“, inklusive Beratschlagung mit dem Toten. „Nichts, nicht einmal eine Teetasse wurde ersetzt, und das Haus sah immer mehr wie ein Museum aus“, so Chatwin. „Hin und wieder spielte sie bewußt die perverse Seite ihres Wesens aus, zog Lewis beiseite und nahm ihm das Versprechen ab, nie zu heiraten, wenn nicht auch Benjamin heiratete.“
Kapitel XXXIII bis Kapitel XXXVIII
Zu ihrem 31. Geburtstag bekommen die Zwillinge von Mary Fahrräder geschenkt und werden auf einem ihrer folgenden zahlreichen Ausflüge von einer Pilotin gegrüßt: der Witwe Gladys Musker, die in einem Nachbargut wohnt. Lewis macht ihr den Hof, konkurriert dabei allerdings mit Jim the Rock und einem weiteren Bauern; beide Konkurrenten haben im Gegensatz zu Lewis Sex mit Gladys. Jim zeugt so eine Tochter, die der andere Bauer für die seine hält, weswegen er erst zum Stalker, dann zum Mörder an Gladys und zum Selbstmörder wird. Lewis hat seine zweite unerfüllte Liebe verloren, deren Tochter Margaret in The Rock aufgenommen wird. In Lewis keimt der Verdacht, dass seine Mutter und sein Bruder sich gegen ihn verschworen haben: „Die Tatsache, daß er keine Frau hatte, war ein Teil ihres Plans.“ Während dieser familiären Spannungen lassen sich Joy und Nigel Lambert in einer nahen Cottage nieder. „Die Lamberts teilten einen verschwörerischen Hang zum Gin, nicht aber das Bett“, in das Joy den unerfahrenen Lewis hineinzieht, über dessen Entjungferung sie mit ihrem Mann um eine Flasche Gin gewettet hat. Der wegen seiner Entjungferung verwirrte Lewis verlässt panikartig The Vision. Erst der Herztod seiner Mutter Mary im September 1939 bringt Lewis wieder nach The Vision und zu Benjamin zurück. „Der Abend nach dem Begräbnis war der Abend, an dem sie ihr wöchentliches Bad nahmen. […] Die Erinnerung an ihre Mutter hatte sie endlich wiedervereint, und sie vergaßen, daß ganz Europa in Flammen stand.“
Kapitel XXXIX bis L
Direkt nach Ende des Zweiten Weltkriegs lernen die Zwillinge Lotte Zons kennen, eine österreichische Jüdin, die in England als Psychotherapeutin arbeitete und die Zwillinge als Forschungsobjekt unter die Lupe nimmt. Obwohl Lewis sich „an das Elend seiner ersten beiden Lieben und an das Fiasko der dritten“ erinnert, versucht er Lotte für sich zu gewinnen, scheitert aber auch hier. Das immer schon etwas verwahrloste Gut The Rock zerfällt nach dem Tod von Aggie Watkins (1947) weiter. Im Dezember 1965 taucht bei den vermeintlich erbelosen Jones-Zwillingen eine Mrs. Redpath auf: Rebecca Jones‘ Tochter, die 1924 in Kost gegeben wurde, ehe Rebecca mit ihrem Bahnarbeiter nach Amerika verschwand. Der sechsjährige Sohn Kevin Redpath lebt anschließend in den Schulferien wochenlang bei den Jones-Zwillingen. „Sie verhätschelten ihn wie einen kleinen Prinzen“ und setzen ihn aus Steuerspargründen frühzeitig als Erben ein. In den 1970er Jahren wird Kevin Teil der Hippie-Bewegung, ebenso wie Margaret Musker, nachdem ihr Vater Jim the Rock gestorben ist. Ende der 1970er Jahre ist Kevin Redpath bei den Onkeln wegen seines Umgangs vorübergehend „in Ungnade gefallen“: Er verkehrt nicht mehr mit Hippies, sondern mit der „feinen Gesellschaft“ und demonstriert „seine Lebensverachtung, indem er einem Fallschirmspringerverein beitrat. Dann setzte er seinen Schandtaten die Krone auf und brachte ein Mädchen in andere Umstände“, heiratet die Neunzehnjährige aber immerhin. Im Dunstkreis des Fallschirmspringervereins erhalten die Zwillinge dann das Geburtstagsgeschenk zu ihrem achtzigjährigen Geburtstag: einen 45-minütigen Cessna-Rundflug. Im November 1980 stirbt Lewis bei einem Traktor-Unfall. „Benjamin war nach dem Unfall so verwirrt und hilflos, daß er nicht einmal mehr sein Hemd zuknöpfen konnte“, so Chatwin, der gegen Ende des Buches über Benjamin schreibt: „Er wirkt einigermaßen glücklich, solange er jeden Tag eine Stunde auf dem Friedhof verbringen kann.“

## Textanalyse
Bei Auf dem schwarzen Berg handelt es sich um einen auktorial erzählten Roman, den Chatwin ursprünglich nur als Kurzgeschichte geplant hatte.

### Zeit und Ort  der Handlung
Die Handlung setzt in einer ersten Rückblende (ab Kapitel II) Mitte des 19. Jahrhunderts ein, als Hannah Jones noch eine „Jungverheiratete“ war. Die erzählte Zeit endet 1982. Je weiter die Handlung dabei jedoch voranschreitet, desto weniger ausführlich wird sie dargestellt.
Der Roman spielt vor allem in Herefordshire mit dem Hauptort Hereford und Radnorshire mit dem fiktiven Hauptort Rhulen, bei dem es sich laut Chatwin beispielsweise um Hay-on-Wye handeln könnte. Weitere als Ausflugsziele der Jones-Zwillinge genannte Ortschaften wie Urishay, Painscastle, Cwmhir, Glascoed und als fernstes Reiseziel St Davids tragen zusätzlich zum Lokalkolorit bei.
Nicholas Shakespeare lokalisiert den schwarzen Berg des Romantitels exakter: „Der Hay Hill erhebt sich aus den Black Mountains […]. Sein Kamm verengt sich über den Offa’s Dyke hinweg bis zu dem Steilhang, der im Roman schwarzer Berg heißt.“ Dort, an einem „der emotionalen Mittelpunkte meines Lebens“ (Chatwin), platziert Chatwin den fiktiven Bauernhof The Vision, zu dessen Ausstattung Versatzstücke aus Chatwins Heim in der Birminghamer Stirling Road dienen, aus dem anschließenden Wohnort Brown’s Green Farm (knapp 20 km südlich von Birmingham), aus der Holwell Farm (Gloucestershire), wo das Ehepaar Chatwin seit 1966 lebte, sowie aus dem Gehöft der Howells-Brüder, in dem sich unter anderem ein „Klavier mit gesprungenen Saiten“ befand, das bereits im ersten Kapitel des Romans wieder auftaucht.

### Reale Hintergründe des Romans
Zwar verneinte Bruce Chatwin gegenüber dem Greene-Neffen Graham Carleton Greene (1936–2016), dass Auf dem schwarzen Berg ein Schlüsselroman sei, erklärte aber andererseits einem ABC-Interviewer gegenüber: „In dem Buch ist sehr, sehr wenig, was ich erfunden habe, aber andererseits war eine ganze Reihe von Kombinationen erforderlich, um eine fortlaufende Handlung daraus zu machen.“ So fließt unter anderem das Verhältnis zwischen Bruce Chatwin und seiner Frau Elizabeth in das Verhältnis zwischen Amos und Mary Jones ein: Beispielsweise ist der Heiratsantrag des Mannes in beiden Fällen ähnlich verschlüsselt und die jeweiligen gemeinsamen Wanderungen gleichen einander. Auch die Aufregung um das Auftragen von Lippenstift bei Amos‘ Tochter Rebecca erinnert an ein ähnliches Ereignis, bei dem Elizabeth Chatwin erstmals mit Lippenstift vor ihrem Vater auftauchte. Und beim realen The Barn (Nachbargehöft der Howells-Brüder) ist es vor dem Ersten Weltkrieg, dass „die örtlichen Farmer ihre unehelichen Kinder loswerden konnten“, beim fiktiven The Rock (Nachbargehöft der Jones-Zwillinge) ist es nach dem Ersten Weltkrieg, als Aggie Watkins gelegentlich „ein uneheliches oder schwachsinniges Kind“ in Pflege nimmt.

### Hauptfiguren
In den beiden fiktiven Jones-Zwillingen vereinigt Chatwin zwei reale Vorbilder: zum einen sich und seinen Bruder Hugh (1944–2012),  zum anderen die realen Gebrüder George und Jonathan Howells. „Die Farm der Howells erinnerte Bruce an seine eigene abgeschiedene Jugend in Brown’s Green. In Auf dem schwarzen Berg schilderte er eine Version dessen, was hätte sein können. Der Roman handelt von zwei Brüdern, die nicht auf Reisen gehen, die nicht heiraten, die einander auf eine Art ergänzen, nach der Bruce sich zu sehnen schien. In dem Buch erforschte er, was hätte geschehen können, wenn er zu Hause geblieben wäre“ und nicht ein Reiseschriftsteller geworden.
Aus der realen Jugend von Bruce und Hugh Chatwin stammt unter anderem die im Roman gebrauchte Redewendung „Gott spuckt“ beim ersten Anblick von Schnee, die Verwendung eines Schweinchens als Reittier oder das Anziehen von Frauenkleidern sowie die mütterliche Verwicklung darin beim fiktiven Benjamin Jones beziehungsweise dem realen Bruce Chatwin. Die Verwendung von Fahrrädern spielt sowohl für die realen Chatwin-Brüder und die realen Howells-Brüder als auch für die fiktiven Jones-Zwillinge eine Rolle als Fluchtmöglichkeit. Die Howells-Brüder wiederum dienen als Vorbild für die Jones-Zwillinge unter anderem hinsichtlich ihrer identischen Kleidung, ihrer gemeinsamen Schockiertheit über das geballte Auftauchen von Miniröcken bei einer Feier  oder aber hinsichtlich des Flugzeug-Ausflugs als Geburtstagsgeschenk durch ihren realen Großneffen Vivian Howells beziehungsweise fiktiven Großneffen Kevin Redpath.
- Lewis Jones: Der ältere der beiden Zwillinge ist „groß und sehnig, mit eckigen Schultern“[97] und ein Mädchenschwarm, allerdings ein nicht besonders erfolgreicher: Keine seiner großen Lieben gelangt zur Vollendung. Ähnlich seinem Vorbild Jonathan Howells hat er eine durch einen Fahrradunfall deformierte Nase.[76][97]
- Benjamin Jones: Der jüngere der beiden Zwillinge ist „gepflegter und scharfzüngiger“[93] als Lewis, hat mit Mädchen nichts am Hut, sondern kümmert sich um die Buchführung[93] und den Haushalt: Kochen, Stopfen, Bügeln, Putzen, Backen.[98] Von seinem Bruder unterscheidet er sich durch ein Muttermal/Leberfleck, genauso wie George Howells sich von Jonathan Howells unterscheidet.[76][86]

„Bruce fühlte sich von den erotischen Möglichkeiten angesprochen, welche die Konstellation“ unverheirateter Brüder bot, behauptet Nicholas Shakespeare. In ersten Planungen für Auf dem schwarzen Berg ging Bruce Chatwin allerdings noch weiter. „Bruce‘ Notizbücher enthalten entsprechende Andeutungen: ‘Roman handelt von Inzest… Zwillinge – der eine schwul, der andere nicht‘ […] Bruce schwächte das Inzestelement ab, aber das Zwillingsmotiv gestattete ihm, eine intensive männliche Beziehung zu erforschen, die John Updike im New Yorker als eine ’homosexuelle Ehe‘ interpretieren sollte.“

### Nebenfiguren (Auswahl)
Familie Jones, Landgut The Vision
- Sam Jones: Die durch Samuel Turnell (Bruce Chatwins Großvater mütterlicherseits) inspirierte[100] Figur ist „ein schwatzhafter alter Apfelweintrinker“[101] und wird auch Sam der Fuhrmann genannt. „Sam hatte das Gesicht eines traurigen alten Clowns. Fünfzig Jahre Faustkämpfe hatten seine Nase plattgedrückt. In seinem Mund siechte ein einsamer Schneidezahn dahin. Über seinen Augäpfeln lag ein Netz aus roten Fäden, und seine Wimpern schienen zu rascheln, wenn er blinzelte.“[102]
- Hannah Jones: Ihre Heirat mit Sam ist im Jahre 1900, zum Zeitpunkt der Geburt der Jones-Zwillinge, über 50 Jahre her.[65] Sie hasst ihre Schwiegertochter Mary „auf den ersten Blick“,[103] weil Mary wohl glaube, „sie hätte in die Gentry eingeheiratet“ und könne sich entsprechend aufführen.[104] Hannah stirbt drei Tage nach Geburt der Jones-Zwillinge.[7]
- Amos Jones: Für ihn diente der Vater der Howells-Brüder als ein Vorbild.[105] Weil Amos „als letztes ihrer Kinder flügge wurde, verhätschelte sie [=Hannah] ihn gründlicher als alle anderen und schickte ihn auf die Sonntagsschule, um zu lesen und Gottesfurcht zu lernen.“[64]
- Mary Jones, geborene Latimer: Sie ist die Tochter von Reverend Latimer, der sie allein erzog.[3] Für ihre Figur sieht Nicholas Shakespeare zum einen Bruce Chatwins Frau Elizabeth als Vorbild,[106] zum anderen die Mutter der Howells-Brüder: Die reale Mary Ann Howells war zwar anders als die fiktive Mary Jones keine Pfarrerstochter, sondern ein Dienstmädchen, hatte aber in einem Pfarrershaushalt gearbeitet.[105]
- Rebecca Jones: Die im Herbst 1904 geborene[11] Schwester der Jones-Zwillinge ist „ein eigensinniges Kind mit boshaften Augen, das Gefallen daran fand, Spinnen die Beine auszureißen“.[16]
- Kevin Redpath: Die Figur des Enkels von Rebecca Jones ist inspiriert durch Vivian Howells, einem Großneffen der Howells-Bruder, der jenen auf deren Gehöft zur Hand ging.

Familie Watkins und Ziehkinder, Landgut The Rock
Der Sargmacher Tom Watkins und seine Frau Aggie vom Gehöft The Rock (nachempfunden einem realen Kleinbauernhof namens The Barn) sind kinderlos und nehmen nach dem Ersten Weltkrieg gelegentlich „ein uneheliches oder schwachsinniges Kind“ in Pflege, als erstes Jim. Die Pflegekinder erhalten im Roman als Nachnamen: the Rock.
- Jim the Rock: Diese Figur ist inspiriert vom realen Joe the Barn[107] und eines der ersten beiden Pflegekinder auf The Rock.[84] „Er war ein dünner drahtiger Junge mit ungewöhnlich großen Händen, und seine Ohren standen wie Ampfer unter seiner Mütze hervor.“[108]
- Margaret Musker: Die uneheliche Tochter vom einstigen Lewis-Jones-Schwarm Gladys Musker ist mit 19 Jahren „eine hübsche stämmige kleine Person mit Grübchen in den Wangen und Augen, die stärker zu leuchten schienen als die Sonne“,[109] verwahrlost aber entsprechend ihrer Umwelt auf The Rock zunehmend zu einer „ganz komische[n] Person“ in verschlammten Bundhosen und „zerfetzten grünen Pullis“[110] – ein Erscheinungsbild, das den Hippies allerdings nichts ausmacht, so dass Margaret dort soziale Akzeptanz findet.

Familie Bickerton, Schloss Lurkenhope
Zu den Gütern der Familie Bickerton gehören auch die Pachthöfe The Vision und The Rock, bis sie nach dem Tod von Colonel Bickerton zur Regelung der Erbschaftsangelegenheiten verkauft werden.
- Colonel Bickerton: Der Squire von Schloss Lurkenhope ist ein hübscher, aber hirnloser Kavallerieoffizier,[111] der den Ersten Weltkrieg begrüßt und für Pazifisten keinerlei Verständnis hat.
- Nancy Bickerton: Sie ist eine von zwei Töchtern des Colonels, in ihrer Jugend traurig stotternd,[112] in ihrem Alter etwas verarmt und eine Freundin der Jones-Zwillinge.[113]
- Philippa: Diese Nichte von Nancy Bickerton ist inspiriert durch Penelope Betjeman (eine Geschäftspartnerin von Elizabeth Chatwin),[114] durch die Chatwin die Bekanntschaft der Gebrüder Jonathan und George Howells machte.

Weitere Nebenfiguren
- Reverend Latimer: Der gelehrte Vater von Mary Jones ist „eine schwachbrüstige Gestalt mit weißem Haar, das wie Wollgras wirbelte. Wenn er über die Heide schritt, redete er so laut vor sich hin, daß er die Schafe verscheuchte.“[3] Nicholas Shakespeare sieht in der Figur des Reverend Latimer ein Selbstporträt des notorisch an vermeintlichen Lungenleiden hypochondrierenden, auf seinen Wanderungen gelegentlich in Selbstgespräche versunkenen Bruce Chatwin.[115]
- Reverend Thomas Tuke: Dieser gebildete Freund von Mary Jones ist „ein klassischer Gelehrter mit einem persönlichen Vermögen. Er hatte das Leben in Lurkenhope gewählt, weil der Squire Katholik war und der Garten der Pfarrei auf Grünsand lag – ein idealer Boden für die Kultivierung seltener Sträucher aus dem Himalaja.“[9] Der mit einem ausgeprägten Sinn für das Lächerliche ausgestattete, scharfzüngige[116] Geistliche bedauert seine jugendliche Entscheidung, „Priester zu werden. Er beklagte sogar die Bibel […]: ‘Was waren die Israeliten letzten Endes? Schafdiebe, meine Liebe! Ein Stamm umherziehender Schafdiebe!‘“
- Joy Lambert: Die schnippisch-exzentrische Joy begegnet Lewis bei ihrem ersten Rendezvous „in rosa Matrosenhosen und mit einem roten Kopftuch“,[117] und Lewis‘ Mutter Mary warnt ihn: „All die Schminke! Sie sieht aus wie ein Papagei!“[118] Bevor sie Lewis verführt, kombiniert sie enge Reiterinnen-Kleidung mit „einem weißen Kopftuch […], an dem sie einen Männerfilzhut festgesteckt hatte.“[119] Diese einzige körperlich vollzogene Liebe des Lewis Jones sei inspiriert vom Auftreten von Chatwins Mutter, so Nicholas Shakespeare.[120]

### Themen
Chatwin selbst behauptete im Juni 1987, er schreibe keine Romane, „ich schreibe Geschichten, und ich bestehe darauf, dass sie auch so genannt werden. Denn genau das sind sie meiner Meinung nach. Die Bedeutung des Wortes ’Roman‘ ist mir auch nicht ganz klar.“ Der Dominanz einzelner Geschichten entsprechend kommt Auf dem schwarzen Berg ohne eindeutige Zentralmotive aus. Chatwin selbst stellte gegenüber dem Greene-Neffen Graham Carleton Greene (1936–2016) als Themen immerhin „die ewige Fehde zwischen den beiden Farmen und das Motiv der Zwillinge (die keine Möglichkeit zu einer Fortentwicklung haben)“ heraus.
Landschaften und deren Bewohner
Auf dem schwarzen Berg beobachtet scharf, „sachlich und doch sehr poetisch“ die Landschaft, in der der Roman spielt, und das Leben einfacher Menschen, die „Angehörige verschiedener Sekten“ sind: Die Bickertons sind katholisch, daneben gibt es z. B. Kongregationalisten, Baptisten und Anglikaner. „Die meisten Bauern von Radnorshire kannten Kapitel und Verse der Bibel und zogen das Alte Testament dem Neuen Testament vor, weil im Alten Testament sehr viel mehr Geschichten von Schafzüchtern standen“, so Chatwin, der eine „sensible, statische Welt“ schildert und „die unveränderte Schinderei des landwirtschaftlichen Lebens“ erforscht.
Zwillinge
Die Jones-Zwillinge führen eine symbiotische Beziehung, aufgrund derer sie sogar spüren, wenn es dem jeweiligen Gegenpart schlecht geht. Sie ertränken als Kinder ihren Teddybären, weil „er sich zwischen sie gedrängt hatte.“ Trotz der Symbiose entkommen sie allerdings den Ungleichzeitigkeiten ihrer individuellen Entwicklung (beispielsweise hinsichtlich der ersten Rasur) ebenso wenig wie dem Herauskristallisieren jeweiliger Spezialbereiche eines Zwillingsbruders, beispielsweise, dass Benjamin Jones ab 1910 die Geldverwaltung für seinen Bruder Lewis übernimmt, was sogar so weit geht, dass Benjamin „fast nie erlaubte, auch nur einen Viertelpenny auszugeben.“ Insgesamt vermittelt Chatwins Roman ein differenziertes Bild über das Leben als Zwilling und „verrät sein Einfühlungsvermögen in eine unfruchtbare Beziehung.“

## Wirkung und Auszeichnung
Der Roman Auf dem schwarzen Berg brachte Chatwin „die bis dahin größte Leserschaft ein. Innerhalb von fünf Jahren wurde das Buch als englischer Abiturtext verwendet.“ Außerdem erhielt das Buch folgende Literaturpreise:
- Whitbread Book of the Year Award 1982, Kategorie Erstlingsroman.[78]
- James Tait Black Memorial Prize 1982, für den besten Roman des Jahres.[132]

## Adaptionen
Einer Bühnenadaption des Romans im Jahr 1986 folgte eine Verfilmung im Jahr 1987 (On the black hill, Regie: Andrew Grieve), unter anderem mit Bob Peck (Amos) und Gemma Jones (Mary).

## Deutschsprachige Textausgaben (Auswahl)
- Auf dem schwarzen Berg. Roman.  (Übersetzung: Anna Kamp.) Claassen, Düsseldorf 1983, ISBN 3-546-41796-8.
- Auf dem schwarzen Berg. Roman. (Übersetzung: Anna Kamp.) Sonderausgabe 40 Jahre Fischer Taschenbücher. Fischer, Frankfurt am Main 1992, ISBN 3-596-11203-6.
- Auf dem schwarzen Berg. Roman. (Übersetzung: Anna Kamp.) Hanser, München 2002, ISBN 978-3-446-20128-6.